# Psychiatrische Universiteitskliniek
PUK is een afkorting voor Psychiatrische Universiteitskliniek in Nederland.
Veel academische ziekenhuizen beschikken over een aparte afdeling psychiatrie. Deze afdeling neemt mensen met psychiatrische problematiek op, voor een duur die in principe drie maanden niet te boven gaat. Vrijwel alle PUK'en bieden behalve klinische behandeling ook poliklinische behandeling. Veel PUK'en bieden bovendien deeltijdbehandeling.